# Brixia congrua
Brixia congrua är en insektsart som beskrevs av Walker 1870. Brixia congrua ingår i släktet Brixia och familjen kilstritar. Inga underarter finns listade i Catalogue of Life.